# James Clement Dunn
James Clement Dunn, född 27 december 1890 i Newark, New Jersey, död 10 april 1979 i West Palm Beach, Florida, var en amerikansk diplomat. Han var USA:s ambassadör i Italien 1947–1952, i Frankrike 1952–1953, i Spanien 1953–1955 och i Brasilien 1955–1956.
Dunn efterträdde 1952 David K.E. Bruce som ambassadör i Paris och efterträddes 1953 av C. Douglas Dillon.